# Wilhelm Kunst (skådespelare)
Wilhelm Kunst (ursprungligen Kunze), född den 2 februari 1799 i Hamburg, död den 17 november 1859 i Wien, var en tysk skådespelare.
Kunst debuterade 1819 i Lübeck. Han hade länge sitt stamhåll i Wien och uppträdde på inte mindre än 276 skådebanor. I Nordisk familjeboks båda första upplagor heter det: "K. var utrustad med de yppersta yttre medel för återgifvande af hjälteroller, men han hade för mycket af braskande komediant i sitt konstnärskap liksom i sitt lefverne." Till hans bästa roller hörde Karl Moor, Götz, Otto von Wittelsbach, markis Posa, Hamlet och Othello.